# Venturia rufiventris
Venturia rufiventris är en stekelart som beskrevs av Carlos Schrottky 1902. Venturia rufiventris ingår i släktet Venturia och familjen brokparasitsteklar. Inga underarter finns listade i Catalogue of Life.